# Anton Genov
Anton Genov, citato anche come Anton Guenov (Gabrovo, 10 ottobre 1966), è un arbitro di calcio bulgaro, internazionale dal 1999 al 2011.